# Mega Man 9
Mega Man 9, conhecido no Japão como Rockman 9: A Ressurreição da Ambição!! (ロックマン9 野望の復活!!, Rokkuman Nain Yabō no Fukkatsu!!), é um jogo eletrônico da Capcom. O mais recente na série de jogos Mega Man e o primeiro jogo que segue a numeração da série original desde Mega Man 8 de 1997. O primeiro sinal da existência do jogo foi por meio da listagem do jogo na página da OFLC (escritório de classificação de filmes e literatura) na Austrália, que o listou como multi-plataforma. Detalhes oficiais foram confirmados pela primeira vez na Nintendo Power, revelando que o jogo estaria disponível no serviço WiiWare do Nintendo Wii. Foi inicialmente apresentado como exclusivo para Wii, e boatos de que seria lançado também para Xbox Live Arcade e PlayStation Network foram desmentidos pela Capcom. Mais tarde, no entanto, o portal IGN.com confirmou que o jogo estará disponível nos três sistemas, o que foi reconfirmado pela Capcom norte-americana no dia 15 de julho. O jogo é todo no estilo 8-bit, em homenagem aos antigos jogos da série.

## Enredo
O criador de Mega Man, Dr. Light é acusado de uma rebelião robótica e Dr. Wily aparenta não ter nenhuma conexão, anunciando inclusive que precisa de doações para completar robôs por ele criado para combater os de Dr. Light. Mega Man precisa lutar para provar a inocência de seu criador e expôr as reais intenções de Wily.

## Inimigos

### Robot Masters
Como a maioria dos jogos da série, Mega Man enfrentará oito novos inimigos. A lista inclui o primeiro robô feminino da série, além de um semelhante ao Guts Man, um dos adversários mais recorrentes da série original. Estes são:
- Splash Woman: De aparência graciosa e encantadora, ela é a primeira robot-master feminina de toda a série. Mas por trás de tanta beleza há uma guerreira habilidosa com o tridente. Seu canto pode manipular os seres do mar para lutar ao seu favor. Assim como o Guts Man, ela gosta de karaokê.

- Concrete Man: Este robô construtor é bem forte e sua aparência lembra muito a de Guts Man, do primeiro jogo da série Mega Man.

- Galaxy Man: Este robô com forma de disco voador aparenta ser fraco, mas é bem perigoso nos ataques aéreos com seu poder de manipulação de espaço.

- Jewel Man: É um robô manipulador de jóias, que são usadas tanto para atacar como para defender.

- Plug Man: Parecido com uma tomada, este robô controla a eletricidade a sua volta.

- Tornado Man: Com uma hélice em seu punho, ele pode controlar todo o ar em sua volta e transformá-lo em rajadas de vento.

- Magma Man: Robô manipulador de chamas e de magma.

- Hornet Man: Com o corpo em formato de favo de mel, Hornet Man tem o poder de manipular abelhas mecânicas. Assim como todos o Robot Masters de Megaman 9 ele criado pelo Dr. Light, assim todos estes robôs (menos Fakeman) são irmãos de Protoman, Megaman, Roll e os Robot Masters de Megaman 1.

- Fakeman: Robot master policial que usa um revólver contra seus inimigos. Diferente dos outros Robot Masters de Megaman 9, Fakeman foi criado por Dr. Wily. É um robot master secreto disponível somente em DLC. E a sua arma (Revolver Buster) não pode ser obtida.

| #       | Robot Master | Arma            | Fraqueza         | Designer  |
| ------- | ------------ | --------------- | ---------------- | --------- |
| DLN-065 | Concrete Man | Concrete Shot   | Laser Trident    | Dr. Light |
| DLN-066 | Tornado Man  | Tornado Blaw    | Plug Ball        | Dr. Light |
| DLN-067 | Splash Woman | Laser Trident   | Hornet Chase     | Dr. Light |
| DLN-068 | Plug Man     | Plug Ball       | Jewel Sattellite | Dr. Light |
| DLN-069 | Jewel Man    | Jewel Satellite | Black Hole Bomb  | Dr. Light |
| DLN-070 | Hornet Man   | Hornet Chase    | Magma Bazooka    | Dr. Light |
| DLN-071 | Magma Man    | Magma Bazzoka   | Tornado Blaw     | Dr. Light |
| DLN-072 | Galaxy Man   | Black Hole Bomb | Concrete Shot    | Dr. Light |
| ???-??? | Fake Man     | Revolver Buster | Jewel Satellite  | ???       |

### Inimigos do Castelo
| Nome                         | Nível do Castelo | Fraqueza                                                   |
| ---------------------------- | ---------------- | ---------------------------------------------------------- |
| Spike Shooters               | 1°               | Tornado Blow                                               |
| Shark Submarine*             | 2°               | Laser Trident (traseira e dianteira) / Tornado Blow (meio) |
| Twin Devil                   | 3°               | Black Hole Bomb                                            |
| Revanche contra os chefes    | 4º               | Várias                                                     |
| Wily Machine #09 (1ª parte)* | 4°               | Nenhuma                                                    |
| Wily Machine #09 (2ª parte)  | 4°               | Concrete Shot                                              |
| Wily Capsule                 | 4°               | Plug Ball                                                  |

- Ao lutar contra Shark Submarine, deve-se enfrentar este em suas três partes (traseira, meio e dianteira).

- Ao se lutar contra a primeira parte da Wily Machine N° 9, esta irá atirar ovos explosivos contra Mega Man; deve atirar nos ovos para que eles retornem e causem dano na Wily Machine N° 9.

### Possível ligação com Mega Man II
Muitos fãs da série acreditam que o segundo título da série foi usado como base para Mega Man 9. E isso é bem provável, pois muitas características de Mega Man 2 estão presentes neste game, desde efeitos sonoros até algumas músicas do game (o tema de menu e a adição de uma nova arma, por exemplo).
Além disso, algumas armas adquiridas dos chefes são muito parecidas com as armas ganhas dos inimigos de Mega Man II. O Magma Bazooka, de Magma Man, é praticamente idêntico ao Atomic Fire de Heat Man, porém é disparado em 3 direções simultaneamente. O Jewel Satellite, poder de Jewel Man, também é similar à arma de Wood Man, o Leaf Shield.